# خدري كوره
قرية خدري كوره أو خدري الكبرى (بالكردية: خدری گەورە)‏ هي إحدى قرى ناحية قورة تو في قضاء خانقين ضمن الحدود الإدارية لمحافظة السليمانية لأنها ضمن مناطق إدارة كرميان في إقليم كردستان العراق.